# Nicolas Roche
Nicolas Roche (Conflans-Sainte-Honorine, 3 juli 1984) is een Iers-Frans voormalig wielrenner. Hij is een zoon van Stephen Roche, voormalig wereldkampioen en winnaar van de Ronde van Frankrijk.

## Carrière
Nadat hij in 2004 als stagiair aan de slag ging bij Cofidis, werd Roche in 2005 prof bij diezelfde ploeg, evenals een andere zoon-van: Hervé Duclos-Lassalle, zoon van Gilbert Duclos-Lassalle.
In maart 2005 werd Roche verteld dat hij wegens nieuwe wetgeving van de Franse regering moest kiezen om of zijn Franse of zijn Ierse paspoort op te geven. Gezien dat Roche in Frankrijk is geboren en opgegroeid, heeft hij gekozen om zijn Franse paspoort te behouden. Nicolas mocht dus na die tijd niet meer voor Ierland uitkomen. Hij ontdekte echter dat een dubbele nationaliteit wel was toegestaan. Sinds het seizoen 2006 rijdt hij weer onder Ierse vlag. Vanaf 2013 kwam Roche uit voor de Deense ploeg Saxo Bank-Tinkoff Bank, in 2015 stapte hij over naar Team Sky.
Zowel in 2013 als in 2015 won Roche een etappe in de Ronde van Spanje.
In de wegwedstrijd op de Olympische Spelen in Rio de Janeiro eindigde Roche op plek 29, op ruim negenenhalve minuut van winnaar Greg Van Avermaet.

## Belangrijkste overwinningen
2006
4e etappe Ronde van de Toekomst
2007
 Iers kampioen tijdrijden, Elite
2008
1e etappe GP Rota dos Móveis
1e etappe Ronde van de Limousin
2009
 Iers kampioen op de weg, Elite
2011
3e etappe Ronde van Peking
2013
2e etappe Ronde van Spanje
2014
2e etappe Route du Sud
Eind- en puntenklassement Route du Sud
2015
18e etappe Ronde van Spanje
2016
 Iers kampioen tijdrijden, Elite
 Iers kampioen op de weg, Elite
2017
1e etappe Ronde van Valencia (ploegentijdrit)
1e etappe Ronde van Spanje (ploegentijdrit)

## Resultaten in voornaamste wedstrijden
| Jaar | Ronde van Italië | Ronde van Frankrijk | Ronde van Spanje |
| ---- | ---------------- | ------------------- | ---------------- |
| 2007 | 123e             |                     |                  |
| 2008 |                  |                     | 13e              |
| 2009 |                  | 21e                 |                  |
| 2010 |                  | 13e                 | 6e               |
| 2011 |                  | 26e                 | 16e              |
| 2012 |                  | 12e                 | 12e              |
| 2013 |                  | 40e                 | 5e (1)           |
| 2014 | 30e              | 39e                 |                  |
| 2015 |                  | 35e                 | 26e (1)          |
| 2016 | 24e              |                     |                  |
| 2017 |                  | 32e                 | 14e              |
| 2018 | opgave           |                     | 40e              |
| 2019 |                  | 45e                 | opgave           |
| 2020 |                  | 64e                 |                  |
| 2021 | 59e              |                     |                  |

| Jaar | Milaan-San Remo | Amstel Gold Race | Luik-Bast.‑Luik | Ronde van Lombardije | Waalse Pijl | Clásica San Sebastián |  | WK op de weg |  | Wereldranglijsten |
| ---- | --------------- | ---------------- | --------------- | -------------------- | ----------- | --------------------- |  | ------------ |  | ----------------- |
| 2007 |                 |                  |                 | 104e                 |             |                       |  |              |  | 188e (UPT)        |
| 2008 |                 | 57e              | 111e            |                      | 59e         |                       |  | opgave       |  |                   |
| 2009 | 35e             | opgave           | 100e            | 95e                  | 102e        |                       |  | opgave       |  | 144e (UWK)        |
| 2010 |                 | 33e              | 22e             |                      | 29e         | 8e                    |  | 97e          |  | 32e (UWK)         |
| 2011 |                 | 59e              | opgave          | 16e                  | opgave      | 22e                   |  | 51e          |  | 130e (UWT)        |
| 2012 |                 |                  | 105e            |                      |             | 16e                   |  | 34e          |  | 73e (UWT)         |
| 2013 |                 | opgave           | 61e             | opgave               | 37e         | 5e                    |  | opgave       |  | 36e (UWT)         |
| 2014 | 71e             |                  |                 |                      |             | 20e                   |  | 26e          |  | 193e (UWT)        |
| 2015 |                 |                  | opgave          |                      | 27e         | 16e                   |  |              |  | 113e (UWT)        |
| 2016 |                 |                  |                 | opgave               |             | 9e                    |  |              |  | 176e (UWT)        |
| 2017 |                 |                  |                 | 12e                  |             | 10e                   |  | 33e          |  | 77e (UWT)         |
| 2018 |                 |                  |                 |                      |             |                       |  | 67e          |  | 215e (UWT)        |
| 2019 | 46e             | opgave           |                 |                      | 60e         | 59e                   |  |              |  | 352e (UWR)        |
| 2020 |                 |                  |                 |                      |             |                       |  | 51e          |  |                   |
| 2021 | 115e            |                  |                 |                      |             | opgave                |  |              |  |                   |

## Ploegen
- 2004 –  Cofidis, le Crédit par Téléphone (stagiair vanaf 1-9)
- 2005 –  Cofidis, le Crédit par Téléphone
- 2006 –  Cofidis, le Crédit par Téléphone
- 2007 –  Crédit Agricole
- 2008 –  Crédit Agricole
- 2009 –  AG2R La Mondiale
- 2010 –  AG2R La Mondiale
- 2011 –  AG2R La Mondiale
- 2012 –  AG2R La Mondiale
- 2013 –  Team Saxo-Tinkoff
- 2014 –  Tinkoff-Saxo
- 2015 –  Team Sky
- 2016 –  Team Sky
- 2017 –  BMC Racing Team
- 2018 –  BMC Racing Team
- 2019 –  Team Sunweb
- 2020 –  Team Sunweb
- 2021 –  Team DSM

Wielerploegen van Nicolas Roche
Astarloa  (tot 30/04) ·
Atienza · 
Bessy ·
Bourgain · 
Casper ·
Clain (tot 30/04) · 
Coyot ·
Cuesta · 
Edaleine ·
Engoulvent ·
Farazijn · 
Fernández ·
Fofonov ·
Gané · 
Gaumont (tot 15/02) · 
Lelli · 
Millar (tot 15/07) · 
Moncoutié · 
Monier ·
O'Grady ·
Pérez · 
Roulston · 
Scheirlinckx · 
Tombak · 
Tournant · 
Trentin · 
Vasseur · 
White · 
Cabrera (stagiair) ·
Moinard (stagiair) · 
Roche (stagiair)   
Augé ·
Atienza · 
Bertagnolli · 
Bessy ·
Bourgain · 
Casper ·
Chavanel · 
Coyot ·
Duclos-Lassalle · 
Edaleine ·
Engoulvent ·
Farazijn · 
Fernández ·
Fofonov ·
Gané · 
Inaudi · 
Koerts · 
Marichal ·
Moinard · 
Moncoutié · 
Monier ·
O'Grady ·
Pérez · 
Roche ·
Scheirlinckx · 
Tombak · 
Tournant · 
Trentin · 
Vasseur · 
White · 
Galland (stagiair) · 
Hartmann (stagiair) · 
Sutton (stagiair)   
Augé ·
Bertagnolli · 
Bessy ·
Bourgain · 
Casper ·
Chavanel · 
Coyot ·
Duclos-Lassalle · 
Duque · 
Elijzen ·
Farrar · 
Fernández ·
Heijboer · 
Inaudi · 
Lequatre · 
Marichal ·
Minard · 
Moinard · 
Moncoutié · 
Monfort ·
Monier ·
Moreni ·
Parra ·
Pérez · 
Roche ·
Sanchez · 
Scheirlinckx · 
Sutton ·
Tournant · 
Valentin · 
Verbrugghe · 
Wiggins · 
El Fares (stagiair) ·
Godet (stagiair) ·
Hartmann (stagiair) 
Bellotti ·
Bodrogi ·
Bonnet ·
Botsjarov ·
Caucchioli ·
Charteau ·
Dean ·
Edaleine ·
Engoulvent ·
Fofonov ·
Furlan ·
Halgand ·
Hinault ·
Hivert ·
Hushovd ·
Kaggestad ·
Kern ·
Laurent ·
Le Mével ·
Lemoine ·
Marino ·
Pauriol ·
Poilvet ·
Raisin ·
Renshaw ·
Roche ·
Rolland ·
Talabardon ·
Bagot (stagiair) ·
Fournet-Fayard (stagiair) ·
Konovalovas (stagiair) 
Berthou ·
Bodrogi ·
Bonnet ·
Botsjarov ·
Caucchioli ·
Engoulvent ·
Fofonov (tot 31/07) ·
Furlan ·
Gerrans ·
Halgand ·
Hinault ·
Hivert ·
Hunt ·
Hushovd ·
Konovalovas ·
Kern ·
Le Mével ·
Lemoine ·
Marino ·
Méderel ·
Pauriol ·
Raisin ·
Rasch ·
Renshaw ·
Roche ·
Rolland ·
Simon ·
Talabardon ·
Bessy (stagiair) ·
Chopin (stagiair) ·
Šiškevičius (stagiair) 
Arrieta ·
Bonnafond ·
Clerc ·
Dessel ·
Dion ·
Dupont ·
Elmiger ·
Gadret ·
Goubert · 
Hinault ·
A. Jefimkin ·
V. Jefimkin · 
Kadri ·
Kangert ·
Krivtsov ·
Loubet ·
Mandri · 
Mondory ·
Nocentini ·
Pineau ·
Pliușchin ·
Poulhiès ·
Riblon ·
Roche ·
Rousseau · 
Sénac ·
Smukulis ·
Sonnery ·
Turpin · 
Valjavec · 
Desriac (stagiair) ·
Gastauer (stagiair) 
Arrieta ·
Bérard ·
Bonnafond ·
Bouet ·
Champion ·
Dessel ·
Dupont ·
Elmiger ·
Gadret ·
Gastauer ·
Goddaert · 
Hinault ·
A. Jefimkin ·
V. Jefimkin · 
Kadri ·
Krivtsov ·
Le Lay ·
Loubet ·
Mandri · 
Mondory ·
Nocentini ·
Ravard ·
Riblon ·
Roche ·
Rousseau · 
Smukulis ·
Turpin · 
Valjavec · 
Bonnin (stagiair) ·
Clarke (stagiair) ·
Teychenne (stagiair) 
Bérard ·
Bonnafond ·
Bouet ·
Champion ·
Cherel ·
Dessel ·
Dupont ·
Elmiger ·
Gadret ·
Gastauer ·
Goddaert · 
Hinault ·
Houanard ·
Kadri ·
Krivtsov ·
Le Lay ·
Lemarchand · 
Loubet ·
Minard ·
Mondory ·
Montaguti ·
Nocentini ·
Péraud ·
Perget ·
Ravard ·
Riblon ·
Roche ·
Domont (stagiair) ·
Martinez (stagiair) · 
Teychenne (stagiair)
Bardet ·
Belletti ·
Bérard ·
Bonnafond ·
Bouet ·
Casper ·
Cherel ·
Dupont ·
Elmiger ·
Gadret ·
Gastauer ·
Gazvoda ·
Georges ·
Goddaert · 
Hinault ·
Houanard ·
Kadri ·
Lemarchand · 
Minard ·
Mondory ·
Montaguti ·
Nocentini ·
Péraud ·
Perget ·
Ravard ·
Riblon ·
Roche ·
Sjpilevski ·
Zargari ·
Teychenne (stagiair) ·
Chavanne (stagiair) ·
Raibaud (stagiair)
Bennati ·
Boaro ·
Breschel ·
Cantwell · 
Christensen ·
Contador ·
Duggan ·
Hernández ·
Juul-Jensen ·
Jørgensen ·
Kreuziger ·
Kroon ·
Kump ·
Lund ·
Majka ·
McCarthy ·
Miyazawa ·
Mørkøv ·
Noval ·
Petrov ·
Paulinho ·
Pires ·
Roche ·
Rogers ·
C. A. Sørensen ·
N. Sørensen · 
Sutherland ·
Tosatto ·
Zaugg ·
Hansen (stagiair) ·
Poljański (stagiair)
Beltrán · Bennati · Boaro · Breschel · Contador · Hansen · Hernández · Juul-Jensen · Kolář · Kreuziger · Kroon · Kump · Majka · McCarthy · Mørkøv · Paulinho · Petrov · Pires · Poljański · Roche · Rogers · Rovny · C.A. Sørensen · N. Sørensen · Sutherland · Tosatto · Troesov · Valgren · Zaugg · Guldhammer (stagiair)
Boswell · Deignan · Earle · Eisel · Fenn · Froome · Seb.Henao · Ser.Henao · Kennaugh · Kiryjenka   · Knees · König · López · Nieve · Nordhaug · Pate · Poels · Porte · Puccio · Roche · Rowe · Siwtsow · Stannard · Sutton · Swift · Thomas · Viviani · Wiggins   (tot 12/04) · Zandio · Geoghegan Hart (stagiair) · Peters (stagiair)
Boswell · Deignan · Fenn · Froome · Gołaś · Seb.Henao · Ser.Henao · Intxausti · Kennaugh · Kiryjenka   · Knees · König · Kwiatkowski · Landa · López · Moscon · Nieve · Nordhaug · Peters · Poels · van Poppel · Puccio · Roche · Rowe · Stannard · Swift · Thomas · Viviani · Zandio · Doull (stagiair)
Bohli · Bookwalter · Caruso · De Marchi · Dennis · Dillier · Drucker · Elmiger · Frankiny · Gerts · Hermans · Küng · Moinard · Oss · Porte · Quinziato · Roche · Rosskopf · Sánchez · Schär · Scotson · Senni · Teuns · Van Avermaet  · van Garderen · Van Hooydonck · Ventoso · Vliegen · Wyss · Müller (stagiair) · Welten (stagiair)
Bettiol · Bevin · Bohli · Bookwalter · Caruso · De Marchi · Dennis   · Drucker · Frankiny · Gerrans · Küng · Porte · Roche · Roelandts · Rosskopf · Schär · Scotson · Teuns · Van Avermaet  · van Garderen · Van Hooydonck · Ventoso · Vliegen · Wyss
Arndt · Bakelants ·  Bol · Curvers · Dumoulin · Fröhlinger · Haga · Hamilton · Hindley · Hirschi · Kämna · Kanter · Kelderman · A. Kragh Andersen · S. Kragh Andersen · Matthews · Nieuwenhuis · Oomen · Pedersen · Power · Roche · Storer · Stork · Tusveld · Vervaeke · Walscheid · Eekhoff (stagiair) · Kooistra (stagiair) · Salmon (stagiair)
Arensman (vanaf 1 juli) · Arndt · Benoot · Bol · Dainese · Denz · Donovan · Eekhoff · Gall · Haga · Hamilton · Hindley · Hirschi · Kanter · Kelderman · A. Kragh Andersen · S. Kragh Andersen · Matthews · Nieuwenhuis · Oomen · Pedersen · Power · Roche · Salmon · Storer · Stork · Sütterlin · Tusveld · Van Wilder · Vermaerke (stagiair)
Arensman · Arndt · Bardet · Benoot · Bol · Brenner · Combaud · Dainese · Denz · Donovan · Eekhoff · Gall · Haga · Hamilton · Hindley · Kanter · A. Kragh Andersen · S. Kragh Andersen · Leknessund · Markl · Nieuwenhuis · Pedersen · Roche · Salmon · Storer · Stork · Sütterlin · Tusveld · Vermaerke · Van Wilder
- Gemeinsame Normdatei: 1045325686
- International Standard Name Identifier: 0000 0003 8247 4658
- Library of Congress Control Number: no2012032542
- Système universitaire de documentation: 15304523X
- Virtual International Authority File: 264837180
- WorldCat: E39PBJht8CJyrjHDp6KKPRv4MP